# بنجامین هولت
بنجامین هولت (به انگلیسی: Benjamin Holt) (زاده ۱ ژانویه ۱۸۴۹ - درگذشته ۵ دسامبر ۱۹۲۰) کارآفرین، صنعتگر و مخترع آمریکایی بود، که در سال ۱۹۲۵ شرکت کاترپیلار را تأسیس کرد. وی سازنده نخستین تراکتورهای زنجیری بود.